# Marsac-sur-Don
Marsac-sur-Don è un comune francese di 1 456 abitanti situato nel dipartimento della Loira Atlantica nella regione dei Paesi della Loira.

## Società

### Evoluzione demografica
Abitanti censiti